# Chamairac
Chamairac (en francès Chameyrat) és un municipi francès situat al departament de la Corresa i a la regió de la Nova Aquitània.

## Demografia
| 1962                                       | 1968  | 1975  | 1982  | 1990  | 1999  | 2007  |
| ------------------------------------------ | ----- | ----- | ----- | ----- | ----- | ----- |
| 1.137                                      | 1.185 | 1.196 | 1.436 | 1.569 | 1.540 | 1.584 |
| Des de 1962: població sense dobles comptes |       |       |       |       |       |       |

## Administració
| Període   | Identitat          | Partit |
| --------- | ------------------ | ------ |
| 2001-2010 | Jean-Claude Dubeau | PS     |
| 2010-     | Alain Vaux         | PS     |